# Шах, Саид Мурад Али
Саид Мурад Али Шах (англ. Syed Murad Ali Shah; род. 8 ноября 1962, Карачи, Синд) — государственный и политический деятель Пакистана. Является действующим главным министром Синда, а также член Провинциальной ассамблеи Синда.

## Биография
Родился в Карачи в семье Саида Абдуллаха Али Шаха, который также был главным министром провинции Синд. Окончил среднюю школу Святого Патрика и промежуточное обучение в Государственном научном колледже Д. Дж. Синда в Карачи и был принят в Университет инженерии и технологий NED. Получил степень бакалавра инженерии по специальности «гражданское строительство». Получив стипендию «Quaid-e-Azam» отправился в Соединённые Штаты Америки, где поступил в Стэнфордский университет в Калифорнии, где получил степень магистра наук в строительной инженерии. Два года спустя получил вторую степень магистра в Стэнфордском университете по экономической системе, где снова получил международную стипендию.
С 1986 по 1990 год начал карьеру в правительстве Синда в должности инженера по водоснабжению в Управлении водоснабжения и энергетики в Лахоре. Позже пошел работать в администрацию порта Касим в Карачи. Также был городским инженером Управления развития Хайдарабада. Затем работал в «Citibank» в Синде и Лондоне, а также в «Gulf Investment Corporation» в Кувейте.
В 2002 году стал членом Провинциальной ассамблеи Синда от округа «PS-77». В 2008 году был избран в Провинциальную ассамблею Синда от Пакистанской народной партии и стал министром по ирригации в кабинете Саида Каима Али Шаха. В 2013 году был лишен возможности участвовать в выборах, несмотря на отказ от канадского гражданства. Доказав в суде, что не имеет канадского гражданства, смог участвовать в выборах и был избран в Провинциальную ассамблею Синда в третий раз подряд. В 2013 году был назначен министром финансов Синда. В июле 2016 года был избран на должность главного министра Синда.

## Примечание
1. ↑  Profile: Murad Ali Shah sets precedent in Sindh  by inheriting father's mantle. Dawn. 27 июля 2016. Архивировано 21 августа 2018. Дата обращения: 31 января 2017.
2. ↑  Hafeez Tunio. Murad Ali Shah will be new Sindh CM. The Express Tribune. Архивировано 25 декабря 2018. Дата обращения: 27 июля 2016.
- Hafeez Tunio. Murad Ali Shah touted as next Sindh CM. The Express Tribune. Архивировано 25 декабря 2018. Дата обращения: 27 июля 2016.
- PPP names Murad Ali Shah as new Sindh chief minister. The Express Tribune. 27 июля 2016. Архивировано 25 декабря 2018. Дата обращения: 27 июля 2016.
3. ↑  Profile. Honorable Chief Minister in D. J. Sindh Government Science College, Karachi. Facebook.
4. ↑  Hussain, Zahid. Change of guard in Sindh (27 июля 2016). Дата обращения: 27 июля 2016. Архивировано 27 октября 2019 года.
5. 1 2  Who is Murad Ali Shah?. The Express Tribune. Архивировано 4 августа 2020. Дата обращения: 27 июля 2016.
6. ↑  Profile. Profile; Murad Ali Shah. www.pakistanherald.com. Дата обращения: 2 октября 2020. Архивировано 19 сентября 2020 года.
7. ↑  Provincial Assembly of Sindh. Member Profile. www.pas.gov.pk. Дата обращения: 27 июля 2016. Архивировано 8 августа 2020 года.
8. ↑  Murad Ali Shah elected new Chief Minister of Sindh. www.geo.tv. Дата обращения: 31 января 2017. Архивировано 4 ноября 2020 года.